# RAINBOW (여자친구의 음반)
《RAINBOW》(레인보우)는 걸그룹 여자친구의 다섯 번째 미니 앨범 《PARALLEL》의 리패키지 음반이다. 타이틀곡은 〈여름비〉로, 2017년 9월 13일 로엔 엔터테인먼트에서 발매되었다.

## 개요
- 《PARALLEL》에 이어 1개월 만에 발매하는 앨범이다.
- 타이틀곡 〈여름비〉는 변덕스러웠으나 아름다웠던 사랑을 여름비에 비유하여 표현한 곡으로, 로베르트 슈만의 가곡집 《시인의 사랑》 중 〈아름다운 5월에〉를 샘플링하였다.[1] 〈귀를 기울이면〉으로 시작된 새로운 연작의 두 번째 곡이다.[2]
- 수록곡 〈RAINBOW〉는 비가 그친 뒤 무지개가 떠오르듯, 힘든 시간이 지난 뒤 좋은 시간이 찾아온다는 내용을 표현한 곡이다.[2] 일각에서는 이 곡을 여자친구의 청순 감성을 기존의 영역에 머무르는 데에 그치지 않고 긍정적으로 변주한 곡으로 평가하기도 하였다.[3] 이 곡의 가이드 버전은 영어로 된 가사가 붙어 있었으며, 발매된 음원에 비하여 록의 느낌이 강하였다.[2]

## 수록곡
| #            | 제목                              | 작사            | 작곡                                        | 편곡  | 재생 시간 |
| ------------ | --------------------------------- | --------------- | ------------------------------------------- | ----- | --------- |
| 1.           | 〈INTRO〉 (BELIEF)                | 이기, 용배      | 이기, 용배                                  | 1:12  |           |
| 2.           | 〈귀를 기울이면〉 (LOVE WHISPER)  | 이기, 용배      | 이기, 용배                                  | 3:32  |           |
| 3.           | 〈여름비〉 (SUMMER RAIN)          | 이기, 용배      | 이기, 용배                                  | 3:21  |           |
| 4.           | 〈RAINBOW〉                       | Mafly           | Fuxxy, VINCENZO, Any Masingga, Anna Timgren | 3:54  |           |
| 5.           | 〈두 손을 모아〉 (AVE MARIA)      | Megatone, Ferdy | Megatone, Ferdy                             | 3:18  |           |
| 6.           | 〈이분의 일 1/2〉 (ONE-HALF)      | 이기, 용배      | 이기, 용배                                  | 3:34  |           |
| 7.           | 〈LIFE IS A PARTY〉               | Mafly, Ponde    | Hyuk Shin, Davey Nate                       | 3:00  |           |
| 8.           | 〈빨간 우산〉 (RED UMBRELLA)      | 흑태            | 흑태, 장정석                                | 3:26  |           |
| 9.           | 〈그루잠〉 (FALLING ASLEEP AGAIN) | Mafly           | 노주환, 이원종                              | 3:44  |           |
| 10.          | 〈여름비 (SUMMER RAIN)〉 (Inst.)  |                 | 이기, 용배                                  | 3:21  |           |
| 총 재생 시간 | 총 재생 시간                      | 총 재생 시간    | 총 재생 시간                                | 32:22 |           |

## 차트
| 차트 (2017)                 | 최고 순위 |
| --------------------------- | --------- |
| 대한민국 (가온 차트 ‘주간’) | 2         |
| 대한민국 (가온 차트 ‘월간’) | 7         |